# 聯強國際

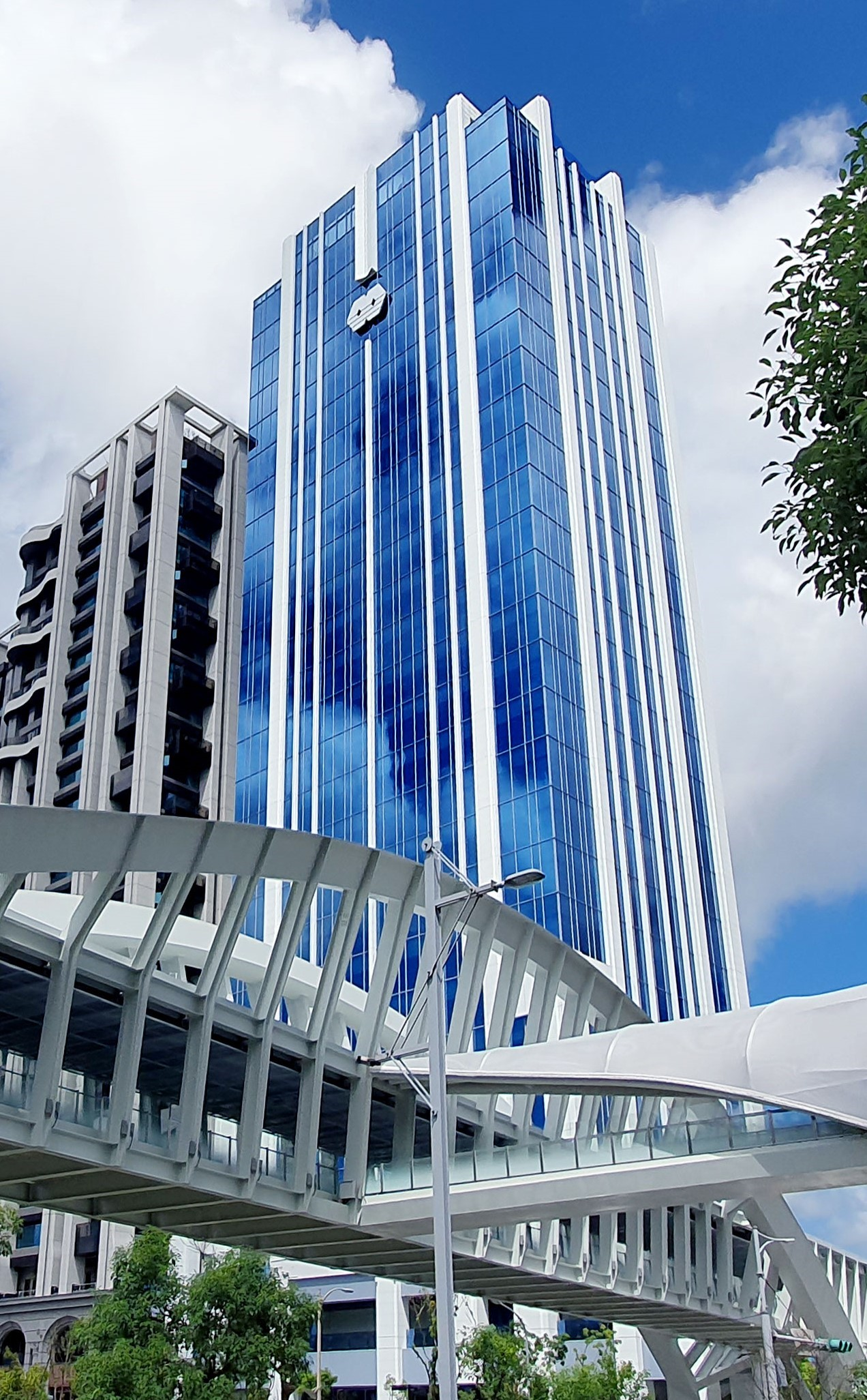
聯強國際總部

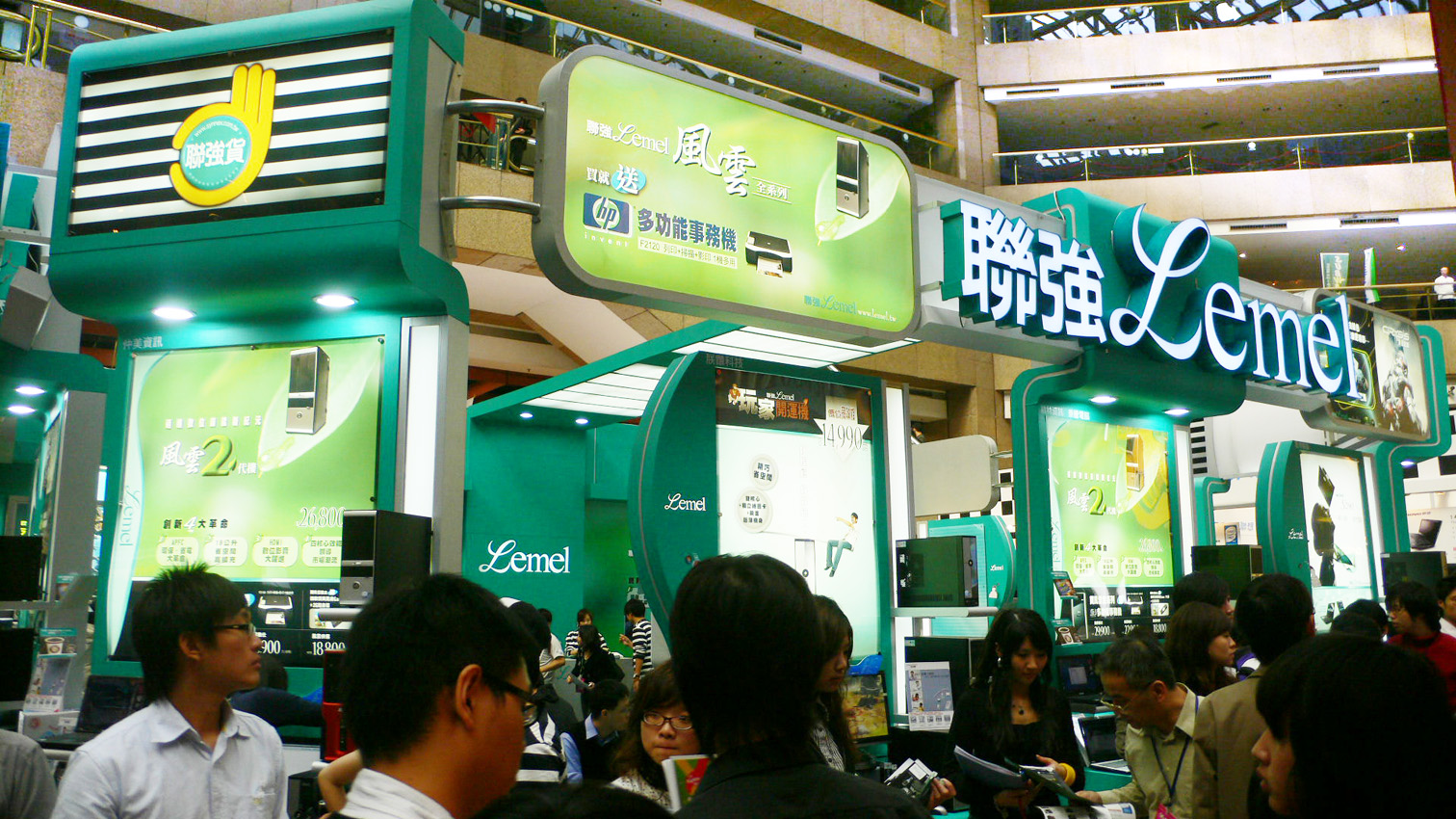
聯強自有品牌Lemel(攝於2007年資訊月)

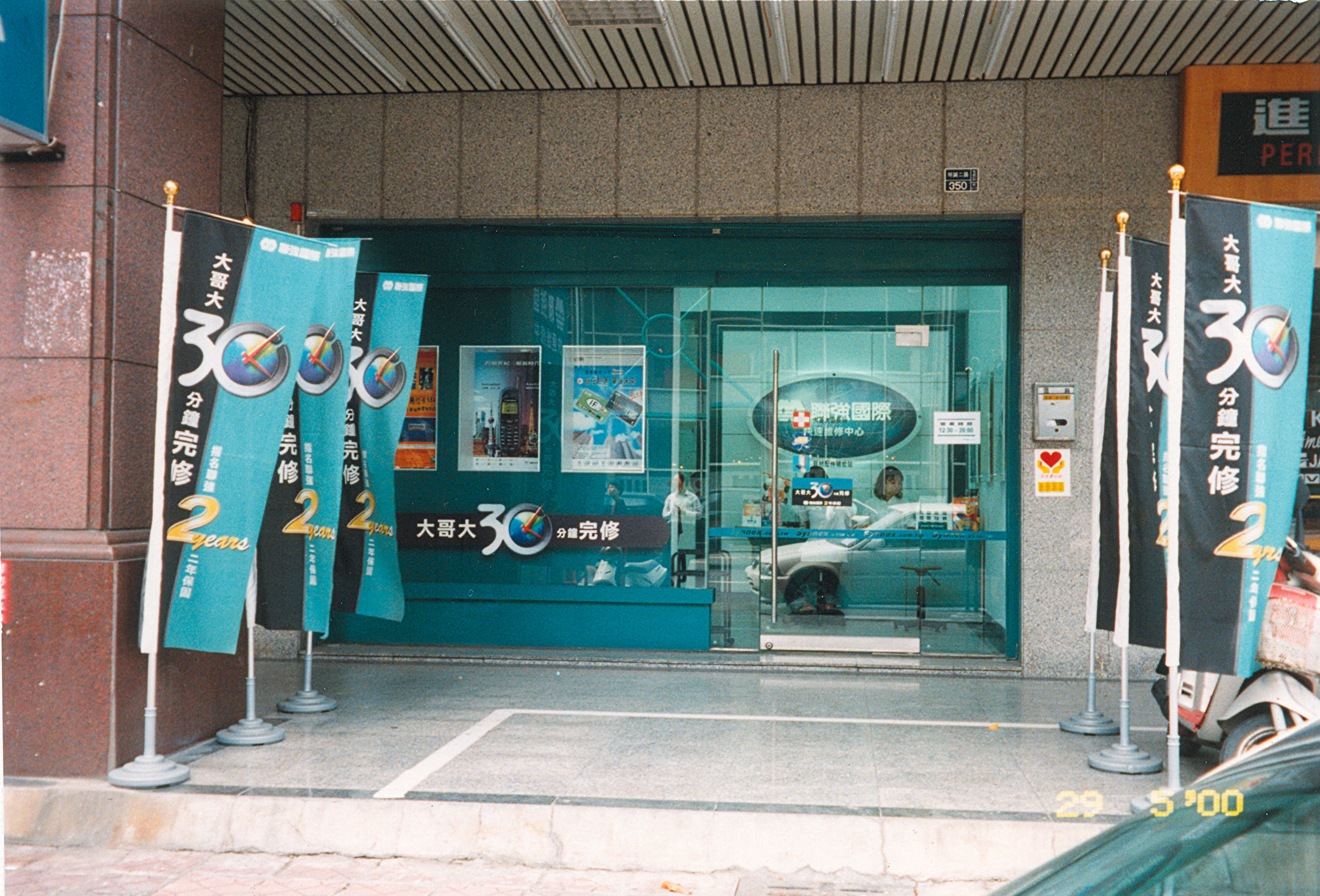
聯強國際維修服務中心(攝於2000年)

聯強國際（英語：Synnex Technology International Corporation）是亞太第一大資訊、通訊、消費性電子、半導體產品的通路集團，針對高科技產業供應鏈提供整合型服務。營銷通路涵蓋台灣、中國大陸、香港、澳門、澳洲、紐西蘭、泰國、印尼、越南、印度、中東、非洲、土耳其...等。2024年合併營收為新台幣4,260億元；加計合資事業，全球通路集團營收達新台幣8,589億元。

## 歷史
1974年，神通電腦成立微電腦部門，為聯通電子的前身。1975年，神通電腦取得Intel代理權，引進台灣第一顆英特爾微處理器，致力於推廣微處理器的應用。1979年，神通電腦創辦台灣第一本推廣微處理器的雜誌《微電腦時代》，由杜書伍擔任總編輯。1980年，神通電腦微電腦部門獨立為聯通電子，專責積體電路元件代理業務，由杜書伍擔任總經理。1988年，聯通電子改組為聯強國際，資本額新台幣2億元，首任董事長苗豐強，首任總經理杜書伍。
1990年，聯強將事業範疇，從電子元件半導體拓展到資訊通路與通訊通路，並⾸創銷售、配送、維修三合⼀的經營模式。1991年，聯強的電腦資材管理系統榮獲資策會「第⼀屆傑出資訊應用獎」。1995年聯強股票上市，為國內第⼀家股票上市的專業通路商。1998年，聯強董事⻑苗豐強及總裁杜書伍同時獲選為「台灣資訊產業開拓史十大關鍵人物」。
創立自有品牌Lemel
1989年，聯強國際成立自有品牌「Lemel」 ，陸續推出Lemel品牌個人電腦 ，筆記型電腦及相關電腦周邊產品，曾為台灣銷售量最大的組裝電腦品牌。
早期營運模式
聯強於1992年成立物流車隊，展開北部客戶「半天送達」服務。為解決經銷商庫存的困擾，1993年對經銷商推廣「少量多樣，一次購足」觀念，強調「賣多少，補多少」。1994年發行「聯強補貨超市」月刊，將所有產品編列在一本型錄中，包含產品規格、價格、新產品介紹、市場趨勢等，成為經銷商必備採購工具。  
1994年打破行規，提供「四個半天(即二天)」快速維修。考量消費者送修物品時間，往往是晚上下班、下課後，聯強於1997年提出「今晚送修，後天取件」服務。  
聯強電信聯盟
聯強於1990年跨入通訊市場，1997年，聯強號召經銷商加入「聯強電信聯盟」，短時間內招募三千多家經銷商，並掛上統一招牌。隨著手機普及率的提升，聯強於1999年成立「直營維修服務中心」，提供消費者手機30分鐘完修與二年保固的服務。
2002年聯強取得中華電信手機供應權，於中華電信門市駐點，2006年開設中華特約服務中心，銷售手機與門號。
發展電子商務
2000年，聯強發表「聯強e城市」和「聯強經銷商專屬網站」，聯強e城市定位為數位知識網，提供所有產品的規格、價格、市場趨勢、使用常識、技術諮詢等。「聯強經銷商專屬網站」，則是B2B平台，經銷商能直接在網路上完成下單交易、帳款交付、庫存管理等工作，取代紙本補貨超市。 
電視廣告
2003年聯強推出電視廣告，以小偷都知道指名聯強貨為概念，陸續推出「小偷廣告 監獄篇」、「小偷廣告 照相篇」、「小偷廣告 懸疑篇」「小偷廣告 得獎篇」、「聯強貨 保固篇」系列廣告。在同業與消費者之間引發話題。  
自建運籌中心
1993年，聯強第一座自建林口運籌中心啟用；之後陸續於各地啟用運籌中心，包含：2001年台中、墨爾本；2002年泰國；2005年上海，2009年南京、成都、北京；2010年瀋陽、天津、杭州；2011年西安、青島；2012年蘇州、廣州、武漢、鄭州；2014年雪梨、合肥、廈門；2015年南昌、濟南、哈爾濱；2016年長沙、寧波，2019年印尼雅加達，2023年雪梨運籌中心二期落成啟用,2025年印尼雅加達二期啟用，2025年墨爾本自動化運籌中心啟用；累計自地自建26座海內外運籌中心。其中，林口、台中、上海、北京、墨爾本、雪梨、泰國為高度自動化倉儲，聯強以自行規劃開發的電腦系統，驅動先進的自動化設備，以達成巨量實體運籌運作。第26座自建運籌中心已於2025年第二季於澳洲墨爾本啟用，第27座自建運籌中心即將在越南河內啟用。聯強集團並基於其在海內外自建26座運籌中心與9座辦公樓的經驗，深入規劃其位於南港高鐵站前精華區的集團總部大樓「聯強國際大樓」，並於2024年9月正式入住。
聯強貨
2003年，推出聯強貨服務標章，將所有聯強代理產品貼上聯強貨保固服務貼紙，貼紙的設計意象為OK手勢，代表「買得安心，用的放心」，訴求「指名聯強貨，維修有把握」。
海外布局
聯強於1997年開始投入海外市場，1997年購併香港雷射公司，開始經營香港、大陸市場；1998年，成立聯強澳洲。1999年購併泰國Compex公司成立聯強泰國，開始經營泰國市場，2004年入股印度雷廷頓（Redington Group）集團，2005年設立聯強紐西蘭，2010年與印尼最大的電腦集團ME合資成立聯強印尼。2016年全資收購群環科技公司，擴展商用業務及技術服務業務布局，同年設立通達智能運籌公司，擴大發展運籌服務業務。2017年與越南最大資通訊整合服務商FPT集團(FPT Corporation)策略聯盟，成立聯強越南，FPT集團創辦人為有「越南張忠謀」之稱的張嘉平先生。總計聯強集團自1997年開始進行海外投資，超過25年的時間，迄今海外營收佔集團營收八成以上。
聯強電競聯盟
因應電競產業興起，聯強於2018年成立聯強電競聯盟，集結國內代理合作之電競品牌，提供系統、組件、周邊及軟體等全系列電競商品。參展Gamforce電競嘉年華、2021年前進景文科技大學，提供大專院校學生軟硬體互動體驗。
榮譽
聯強連續22年獲選為〈台灣最佳國際品牌〉，為唯一獲選之高科技通路服務企業；連續12年獲選〈台灣最佳聲望標竿企業〉。
聯強集團總裁杜書伍連續五屆獲《哈佛商業評論》評選為〈百大企業領袖〉，於2020年成為首位以資通訊與半導體專業通路的傑出貢獻，榮膺工研院院士者，並於2021年獲交通大學頒授名譽工學博士學位，2022年獲潘文淵基金會頒發〈潘文淵獎〉，以及遠見高峰會頒發〈終身成就獎〉。

## 經營理念與相關著作
2000年，商訊文化著眼於聯強經營管理經驗具參考價值，出版「不停駛的驛馬」一書。2006年，天下文化出版「3%的超越」，剖析聯強國際經營學。
杜書伍整理三十多年來的管理體悟，撰寫「聯強EMBA」。聯強EMBA原為寫給聯強內部主管與員工的培訓教材，以深入淺出的方式，剖析觀念、人性、制度與經營管理；隨著文章被分享轉寄，亦獲得上下游合作夥伴的共鳴與回響，而逐漸分享給社會大眾，相關文章並集結成為「打造將才基因」系列書籍，包含「打造將才基因」、「打造將才基因2─將將」、「觀念的力度」、「深思考的鍛鍊」。

## 外部連結
- 聯強國際集團 （页面存档备份，存于）
- 聯強集團總裁杜書伍FB （页面存档备份，存于）
- 聯強國際LINKEDIN （页面存档备份，存于）
- 聯強國際集團半導體事業 （页面存档备份，存于）
- 通達智能運籌 （页面存档备份，存于）
- 群環科技 （页面存档备份，存于）
- 聯強大陸 （页面存档备份，存于）
- 聯強香港 （页面存档备份，存于）
- 聯強澳洲 （页面存档备份，存于）
- 聯強紐西蘭 （页面存档备份，存于）
- 聯強印尼 （页面存档备份，存于）
- 聯強泰國 （页面存档备份，存于）
- 聯強越南 （页面存档备份，存于）
- 印度雷廷頓